# Дома Третьякова
Дома Третьякова — три двухэтажных здания, расположенные на Петровской улице в городе Таганроге Ростовской области. Объекты культурного наследия регионального значения. Приказ № 124 от 31.12.02 года.
Адрес: г. Таганрог, улица Петровская д. 41, 43, 45.

## История
Три двухэтажных здания под номерами 41, 43, 45 на улице Петровская составляют единый архитектурный ансамбль. Здания построены по проектам 1861—1865 годов (архитектор М. Петров. ГАРО) на средства торговца Василия Николаевича Третьякова.
Три здания объединялись между собой на уровне второго этажа открытыми балконами, под которыми имелись въезды во внутренний двор. Строились здания как доходные дома.

## Улица Петровская д. 41
Дом по улице Петровская, 41 построен в 1860-е годах. Первый этаж сдавался под магазины. После постройки здания на первом этаже работал табачный магазин Пампулова. Потом здесь открылся колбасный магазин госпожи Фай, который получил известность тем, что в магазине продавались тирольские канарейки. Необходимого дохода от использования дома его хозяин Третьяков не имел и в 1881 году дом был выставлен на продажу за долги Донскому Земельному банку.
В конце 80-х годов XIX века здание принадлежало Обществу Взаимного кредита, потом его приобрёл крупный коммерсант Полтер Иосифович Трахтеров. Трахтеров торговал хлебо-булочной продукцией, затем перешёл на продажу водки. После введения монополии на продажу водки, Трахтеров открыл в городе Азовско-Донскую табачную фабрику и торговал табачными изделиями в здании на Петровкой в магазине «Табак и папиросы». Его табачная фабрика находилась на Александровской улице, в домах 106 и 108.
Затем собственником здания Трахтерова по ул. Петровской стал потомственный почётный гражданин, унтер-офицер казачьего войска Степан Никифорович Дронов. Дом С. Н. Дронов сдавал в наём. В 1910 году между двумя его арендаторами произошёл конфликт. Прошёл слух, что в одном из помещений здания вместо электробиографа «Мираж», который содержал В. Кулик, откроют свой кинозал Греппер и Матвеев. Кулик опроверг слух тем, что у него есть договорённость с хозяином дома об аренде помещения до 15 декабря 1915 года.
Оптическими изделиями в доме торговали приехавшие из Одессы братья Розенталь; часовых дел мастер Герман Лир торговал здесь золотыми изделиями и часами и делал иx ремонт.
Под вывеской «Обувь» владелец А. И. Танатар торговал здесь чемоданами, башлыками, зонтиками и резиновыми галошами. Рядом в магазине Г. Шатенштейн предлагал шляпы, шляпки, фуражки, принимая заказы на их изготовление. Некоторое время здесь работал кинематограф «Мираж» и столовая-ресторан «Олимпия» с комнатами для интимных встреч. Популярностью пользовался чайный магазин фирмы Е. И. Виноградова. А. И. Танатар держал здесь магазины «Табак» и «Варшавская обувь».

## Улица Петровская д. 43

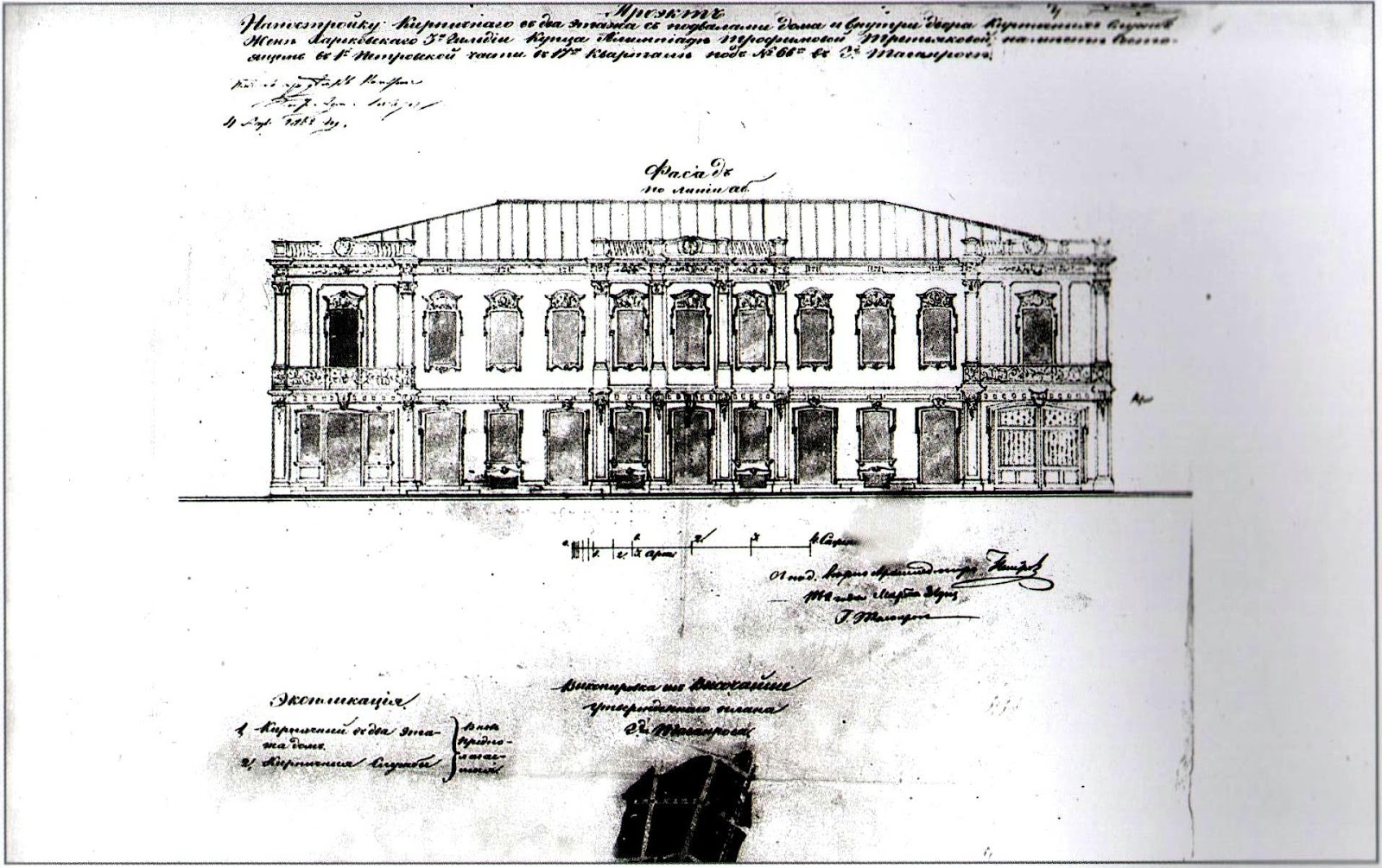
Петровская ул., 43. Дом купца Третьякова. Проект 1862 г. Арх. М. Петров. ГАРО.

Дом по улице Петровская 43 построен осенью 1859 года. Первый этаж здания был отдан под магазины, на втором этаже было казино. В 1870 году в здании предполагалось разместить гостиницу «Север».
В разное время здание принадлежало:
- Купцу В. Третьякову (1873—1880);
- Купцу портному И. Баксеваниди (1890—1906);
- Д. Дмитриади, К. и Г. Баксеваниди., Х. Николаиди, Ф. Хаджи-Антоноглу, К. Кочетковой и др. — в 1915 году.

В 1865—1869 годах на втором этаже здания арендовала квартиру семья П. Е. Чехова — отца писателя А. П. Чехова. Павел Егорович Чехов в дом купца Третьякова перенёс торговлю бакалейными товарами. Здесь родился их сын — Михаил Чехов, здесь прошли годы учёбы детей Николая и Антона в греческой школе.
В сентябре 1873 года магазин Фалькнера перешёл в собственность X. Щинглеру, а здание в 80-х годах XIX века приобрёл купец Иван Баксеваниди. В 1910 году владельцами этого особняка, оцениваемого в 78 тысяч рублей, стали: Дмитрий Дмитриади, X. Николаиди, Е. и Ф. Хаджи-Антоногло, Г. и К. Баксеваниди, А. Анастава и Г. Чекал-Оглы.
В последующие годы на первом этаже здания работала переплётная мастерская Дарагана, аптекарский магазин провизора И. С. Зимонта, магазин готовой обуви П. И. Ильина, два магазина Шведикова и Лукьяненко: «Картины, краски, багеты» и «Детские игрушки». В 1914 году на втором этаже был военный лазарет на 50 коек. После революции и до 1925 года здание находилось в собственности Арашко, в 1927 году здесь бы штаб Дагестанской дивизии и Собрание командиров запаса.
18 июля 1935 года на первом этаже заработал магазин «Главмясо». Ассортимент изделий доходил до 35 наименований: колбасы, сосиски, ветчина, грудинка и др.

## Улица Петровская д. 45
Дом по улице Петровская 45 построен в 1870-е годах. Это был третий дом в одном ряду на Петровской улице, построенный Василием Николаевичем Третьяковым. Двухэтажное здание по фасаду имело пять входов. Левый имел козырёк, над ним окно. Между окном и крышей была надпись: «HOTEL in NORD».
После оставления Третьяковым торговли зданием, вплоть до 1925 года, владело многочисленное семейство Хандриных.
В 1914 году дом по Петровской, 17 (45) принадлежал инженеру-технологу Георгию Хандрину. Вместе с Д. Д. Алексопуло он владел механическо-паркетно-столярной мастерской. Во время гражданской войны Хандрин с другими состоятельными людьми был арестован. Собранных купцов решили отправить в ссылку, где Г. Хандрин и погиб.
В 1900 году в здании находилась аптека Зимонта, в 1910-х годах — магазин венской мебели братьев Тонет, магазин «Обои» И. Я. Шамковича и магазин «Табак и папиросы» Я. С. Кушнарева.

## Архитектура
Двухэтажные дома под номерами 41, 43, 45 построены в едином стиле провинциального классицизма. Над окнами второго этажа сделаны сандрики. Здания с магазинами на первом этаже имеют несколько входов, полукруглые окна, межэтажный карниз, лобовой карниз.
Дома является памятниками истории и культуры регионального значения.